# Kozarska Dubica (kommun)
Kozarska Dubica är en kommun i Bosnien och Hercegovina.   Den ligger i entiteten Republika Srpska, i den nordvästra delen av landet, 190 km nordväst om huvudstaden Sarajevo.